# Jaromír Bohačík
Jaromír Bohačík, né le 26 mai 1992, à Ostrava, en République tchèque, est un joueur tchèque de basket-ball. Il évolue au poste d'ailier et d'arrière.

## Carrière

### En club
Jaromír Bohačík commence sa carrière en 2010 dans le championnat tchèque avec le BK Prostějov.
En juin 2014, il quitte la République tchèque pour s'engager avec l'équipe des Leuven Bears dans le championnat belge.
De 2015 à 2017, il retourne dans le championnat tchèque avec l'USK Prague.
En mai 2017, il s'engage avec ČEZ Nymburk, toujours dans le championnat tchèque. Il remporte le championnat trois ans consécutivement en 2018, 2019 et 2020, ainsi que la coupe de République Tchèque les trois mêmes années.
Au mois de juillet 2020, il s'engage avec la SIG Strasbourg pour une saison. Bohačík signe un nouveau contrat d'une saison avec la SIG Strasbourg en août 2021. En mars 2022, il se blesse à la cheville et il manque deux mois de compétition.
En juillet 2022, il s'engage dans le championnat allemand avec Brose Baskets.

### En équipe nationale
Jaromír Bohačík est international tchèque.
Il participe avec son équipe nationale à l'Euro Basket 2017, au championnat du monde 2019 et aux Jeux Olympiques de Tokyo 2020.

## Clubs successifs
- 2010-2014 :  BK Prostějov
- 2014-2015 :  Leuven Bears
- 2015-2017 :  USK Prague
- 2017-2020 :  ČEZ Nymburk
- 2020-2022 :  SIG Strasbourg
- Depuis 2022 :  Brose Baskets

## Palmarès
- Vainqueur du Championnat tchèque en 2018, 2019, 2020 avec ČEZ Nymburk
- Vainqueur de la Coupe de République Tchèque en 2018, 2019, 2020 avec ČEZ Nymburk